# Littledalea alaica
Littledalea alaica är en gräsart som först beskrevs av Sergei Ivanovitsch Korshinsky, och fick sitt nu gällande namn av Vsevolod Alexeevič Petrov och Vladimir Leontjevitj Komarov. Littledalea alaica ingår i släktet Littledalea och familjen gräs. Inga underarter finns listade i Catalogue of Life.